# Лонг-Гілл Тауншип (Нью-Джерсі)
Лонг-Гілл Тауншип (англ. Long Hill Township) — селище (англ. township) в США, в окрузі Морріс штату Нью-Джерсі. Населення — 8629 осіб (2020).

## Демографія
Згідно з переписом 2010 року, у селищі мешкали 8702 особи в 3105 домогосподарствах у складі 2434 родин. Було 3226 помешкань
Расовий склад населення:
| - 90,6 % — білих - 6,0 % — азіатів - 0,6 % — чорних або афроамериканців - 0,1 % — корінних американців - 1,1 % — осіб інших рас |

До двох чи більше рас належало 1,6 %. Частка іспаномовних становила 7,1 % від усіх жителів.
За віковим діапазоном населення розподілялося таким чином: 25,6 % — особи молодші 18 років, 59,7 % — особи у віці 18—64 років, 14,7 % — особи у віці 65 років та старші. Медіана віку мешканця становила 43,9 року. На 100 осіб жіночої статі у селищі припадало 97,1 чоловіків;  на 100 жінок у віці від 18 років та старших — 94,7 чоловіків також старших 18 років.
Середній дохід на одне домашнє господарство  становив 162 003 долари США (медіана — 111 500), а середній дохід на одну сім'ю — 185 459 доларів (медіана — 136 442). Медіана доходів становила 80 452 долари для чоловіків та 74 375 доларів для жінок. За межею бідності перебувало 2,8 % осіб, у тому числі 4,3 % дітей у віці до 18 років та 4,4 % осіб у віці 65 років та старших.
Цивільне працевлаштоване населення становило 4776 осіб. Основні галузі зайнятості: освіта, охорона здоров'я та соціальна допомога — 18,7 %, фінанси, страхування та нерухомість — 15,3 %, науковці, спеціалісти, менеджери — 14,3 %.